# Aquilonia
Aquilonia là một đô thị (comune) thuộc tỉnh Avellino trong vùng Campania của Ý. Aquilonia có diện tích 55 km2, dân số là 1978 người (thời điểm năm 2005).